# Digital mobning
Digital mobning (eller cyberchikane) er en alvorlig form for mobning, som foregår via digitale medier på Internettet eller via mobiltelefoner. Billeder, videoer eller krænkende tekster bliver lagt på nettet eller udsendt, uden at der tages hensyn til at det krænker tredjepart eller berører privatlivets fred. Mobningen kan foregå via blogs, hjemmesider, netsamfund, email, SMS, MMS eller videoklip som lægges ud på nettet.
Mobningen kan både ske helt offentligt eller skjult for offeret. Det materiale, som bliver lagt ud på nettet, kan meget hurtigt spredes til mange. Det kan være meget vanskeligt at slippe af med krænkende materiale, fordi der kan være taget kopier, som efter fjernelse lægges på nettet et nyt sted. 
Ved digital mobning kan mobberne i høj grad være anonyme, og mobbeofret kan have meget svært ved at finde frem til en afsender. Da de digitale medier nærmest er blevet allemandseje, kan det medføre at flere fristes til at mobbe, og at flere bliver ramt. 
Både mobbere og ofre kan være i alle aldersgrupper og samfundsgrupper og begge køn. Seksuel digital mobning, herunder revenge porn, rammer dog især kvinder.
Beskeder eller materiale kan blive delt i lang tid, før mobbeofferet begynder at føle sig mobbet og pludselig finder videoer, blogindlæg eller lignende med personligt indhold om sig selv på youtube eller blogs.
Mobningen kan også foregå ved at materiale lægges ud på nettet i lukkede fora som fx Facebook og Snapchat, hvor "venner" kan se det uploadede materiale.
Når man bliver mobbet digitalt, kan man få følelsen af, at man aldrig har fred. Selv hvis man slukker for sin mobil eller logger af Facebook, har man visheden om, at mobningen fortsætter, og at hele verden er tilskuere. Den digitale mobning adskiller sig dermed også fra traditionel mobning ved, at man ikke kan søge tilflugt, så snart skoleklokken har ringet ud.